# Dylan Tuomy-Wilhoit
Dylan Clark Tuomy-Wilhoit (* 29. November 1990 in Los Angeles) ist ein US-amerikanischer Schauspieler. Bekanntheit erlangte er durch die Rolle als Alex Katsopolis in der Fernsehserie Full House.

## Leben und Karriere

### Leben
Dylan Tuomy-Wilhoit wurde zusammen mit seinem Zwillingsbruder Blake am 29. November 1990 in Los Angeles geboren. Seine Eltern sind Karen Tuomy und Jeff Wilhoit. Seine Cousine ist Lisa Wilhoit, die ebenfalls Schauspielerin ist.
Heute lebt er in San Fernando Valley und arbeitet als Filmproduzent und Geräuschemacher.

### Karriere
Tuomy-Wilhoits Karriere als Schauspieler begann, als er 1991 die Rolle des Alex Katsopolis in der Sitcom Full House verkörperte. Er spielte die Rolle bis 1995, als die Serie ihr Ende erreichte. Auch in Fuller House, der Fortsetzung der Serie, hatte er mit seinem Zwillingsbruder in der ersten Episode einen Gastauftritt.
Seitdem er nicht mehr die Rolle des Alex Katsopolis verkörpert, arbeitet er als Geräuschemacher für verschiedene Fernsehserien und Filme. 2011 wirkte er bei The Watchers on the Wall, einer Episode der Serie Game of Thrones, mit. Diese Folge wurde 2014 bei den Emmy Awards in der Kategorie „Outstanding Sound Editing for a Series“ nominiert, gewann den Preis jedoch nicht. 2015 wirkte er zudem bei dem Film Fast & Furious 7 mit. 2015 und 2016 arbeitete er bei 20 Folgen der Serie Black Sails ebenfalls als Geräuschemacher.

## Filmografie

### Als Schauspieler
- 1991–1995: Full House (Fernsehserie, ab Staffel 5)
- 2016: Fuller House (Fernsehserie, zwei Folgen)

### Als Geräuschemacher
- 2011: Game of Thrones (Fernsehserie, eine Episode)[6]
- 2015–2016: Black Sails (Fernsehserie, 20 Folgen)
- 2015: Fast & Furious 7[7]

## Nominierungen
| Jahr | Auszeichnung | Nominierung                            | Für                      | Resultat  |
| ---- | ------------ | -------------------------------------- | ------------------------ | --------- |
| 2014 | Emmy Awards  | Outstanding Sound Editing for a Series | The Watchers on the Wall | Nominiert |